# Henner Momann

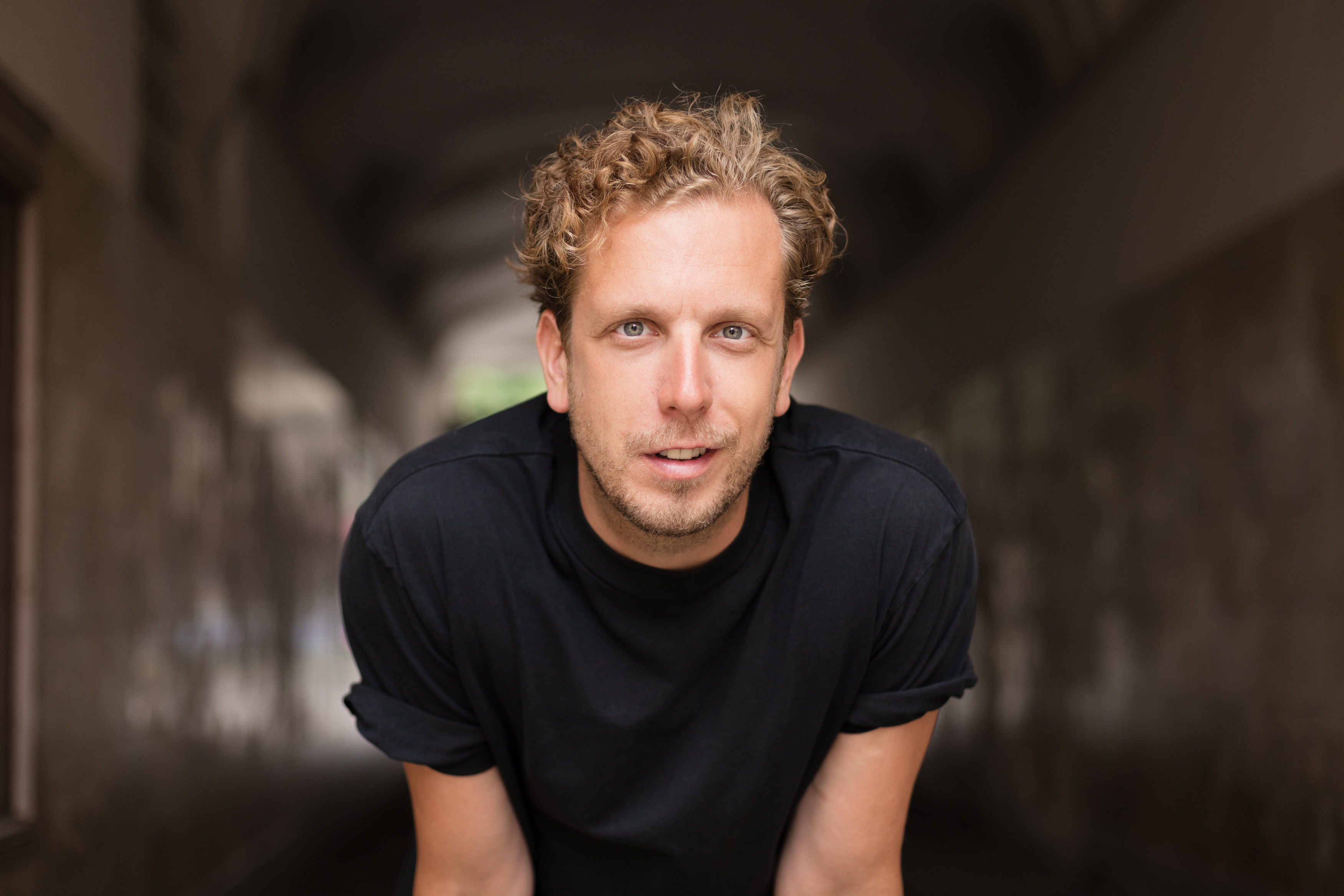
Henner Momann (2022)

Henner Momann (* 1986 in Nordhorn) ist ein deutscher Schauspieler.

## Leben
Henner Momann wurde im Südwesten Niedersachsens geboren. Sein Schauspielstudium absolvierte er von 2007 bis 2011 an der Hochschule für Musik und Theater „Felix Mendelssohn Bartholdy“ in Leipzig.
Von 2009 bis 2011 war Momann Mitglied im Schauspielstudio des Staatsschauspiels Dresden. Während seiner Ausbildung arbeitete er  u. a. mit den Regisseuren Simon Solberg, Julia Hölscher, Tilmann Köhler und Wolfgang Engel zusammen. Die Produktion Italienische Nacht nach Ödön von Horvath in der Regie von Tilmann Köhler, in der Momann den Wirt spielte, wurde 2010 bei der „Woche junger Schauspieler“ in Bensheim mit dem Günther-Rühle-Preis für die beste schauspielerische Ensembleleistung ausgezeichnet. Außerdem wirkte Momann 2010 in der Uraufführung der Theaterfassung von Uwe Tellkamps Roman Der Turm (Regie: Wolfgang Engel) mit.
Von 2011 bis 2014 war er fest am Staatstheater Oldenburg engagiert, wo er u. a. als Macduff in Macbeth und als Graf Wetter vom Strahl in Das Käthchen von Heilbronn auftrat.
Seit der Spielzeit 2014/15 ist Momann festes Ensemblemitglied am Schauspiel des Staatstheaters Mainz, wo Arbeiten mit Jan-Christoph Gockel, Claudia Bauer, Peter Jordan, Leonhard Koppelmann, Friederike Heller, Rieke Süßkow und Dariusch Yazdkhasti entstanden. In der Spielzeit 2017/18 war er als Hamlet und als Hagen von Tronje in Die Nibelungen zu sehen. Zur Spielzeiteröffnung 2018/19 spielte er den Leicester in einer Neuinszenierung von Maria Stuart. Außerdem verkörperte er den Höfling Baron Don Lossas in einer Neuinszenierung der Operette Märchen im Grand Hotel von Paul Abraham. In der Spielzeit 2022/23 war Henner Momann als Alceste in Der Menschenfeind von Molière zu sehen.
Momann steht auch für Film- und TV-Produktionen vor der Kamera. In den ZDF-Serien Der Staatsanwalt (2019) und Ein Fall für zwei (2019) übernahm er jeweils Episodenrollen. Außerdem arbeitet er als Synchron- und Hörspielsprecher sowie als Lehrbeauftragter an der Hochschule für Musik und Darstellende Kunst Frankfurt am Main.
Momann lebt in Köln.

## Filmografie
- 2009: Tatort: Schweinegeld (Fernsehreihe)
- 2012: Der Turm (Fernsehfilm)
- 2016: Von komischen Vögeln (Kinofilm)
- 2018: Berliner Vereinsleben (Kurzfilm)
- 2019: Der Staatsanwalt: Abrechnung in Blut (Fernsehserie, eine Folge)
- 2019: Ein Fall für zwei: Herzstillstand (Fernsehserie, eine Folge)
- 2021: Das Lied des toten Mädchens (Fernsehfilm)
- 2023: Tatort: Erbarmen. Zu spät. (Fernsehreihe)
- 2024: Der Staatsanwalt: Ein neues Leben (Fernsehserie, eine Folge)
- 2024: In aller Freundschaft: Besuche aus der Vergangenheit, Realitäten (Fernsehserie, zwei Folgen)